# Danubio Fútbol Club
Maillots
Le Danubio Fútbol Club, plus couramment abrégé en Danubio FC, est un club uruguayen de football fondé en 1932 et basé à Montevideo, la capitale du pays.

## Historique
- 1er mars 1932 : fondation du club

## Palmarès
| Compétitions nationales |
| --- |
| - Championnat d'Uruguay (4) : - Champion : 1988, 2004, 2006-2007 et 2013-2014. - Vice-champion : 1983, 2000, 2001, 2002, 2007-2008, 2008-2009 et 2011-2012. - Championnat d'Uruguay de deuxième division (3) : - Champion : 1947, 1960 et 1970. - Championnat d'Uruguay de troisième division (1) : - Champion : 1943. |

## Personnalités du club

### Présidents
| - Miguel Lazaroff (1932 - ?) - Angel Gómez (1939 - 1940) - Angel Nicolazzi (1941) - Hugo Forno (1942 - 1959) - Antonio Souto (1960) - Juan Delgado (1960) - Hugo Forno (1961) - Antonio Suárez Ponte (1962) - Julio Oyenard (1963 - 1968) - Arquímedes Manta Santoro (1969 - 1970) | - Felipe Ruíz (1971 - 1972) - Nelson Ciapessoni (1973 - 1974) - Donato Grieco (1975 - 1976) - Nelson Ciapessoni (1977 - 1978) - Miguel Lazaroff (1979 - 1980) - Héctor Del Campo (1981 - 1988) - Donato Grieco (1989 - 1990) - Héctor Del Campo (1991 - 1992) - Américo García (1992) - Carpentier Salhón (1992) | - Daniel Carrero (1993 - 1994) - Fernando Nodar (1995 - 2003) - Hugo Sebastiani (2003) - Arturo Del Campo (2004 - 2010) - Hugo Sebastiani (2011 - 2012) - Oscar Curutchet (2013 - ?) - Boris Igelka (2017 - ?) - Jorge Lorenzo - Arturo del Campo |

### Entraîneurs
| - Ricardo Facchio (1941 - 1946) - Rinaldo Daverio (1947) - Hugo Bagnulo (1948 - 1952) - Alejandro Morales (1952 - 1953) - Juan Carlos Corazzo (1954 - 1955) - Roque Máspoli (1956) - Segundo González (1956) - Juan Carlos Corazzo (1957 - 1958) - Enrique Lupiz (1958) - Emilio Pedutto (1959) - Julio Sagastume (1959) - Jacobo Jack (1960) - Alejandro Morales (1960) - Juan Carlos Taibo (1961 - 1962) - José Etchegoyen (1962 - 1963) - Enrique Lupiz (1963 - 1964) - Rafael Milans (1965 - 1967) - José Etchegoyen (1968) - William Martínez (1968) - Juan Carlos Corazzo (1968) - Segundo González (1969) - Juan C. Ranzone (1969) - Rodolfo Zamora (1970) - Raúl Bentancor (1971 - 1972) - Adhemar Casales (1972) - Carlos Silva Cabrera (1973 - 1974) - Roberto Scarone (1975) - Raúl Bentancor (1975 - 1976) - Julio Abbadie (1977) | - Luis Cubilla (1977 - 1978) - Pedro Cubilla (1978) - Héctor Silva (1979) - Raúl Bentancor (1979) - Vito Fierro (1979) - Sergio Markarián (1980) - Raúl Bentancor (1981) - Walter Taibo (1981) - Ángel Brunell (1981) - Sergio Markarián (1982) - Luis Garisto (1983) - Óscar Tabárez (1984) - Juan Ramón Carrasco (1985) - Raúl Bentancor (1985) - Angel Traverso (1985 - 1986) - Luis Cubilla (1986 - 1987) - Ildo Maneiro (1988 - 1989) - Julio Comesaña (1989 - 1990) - Miguel Piazza (1991) - Ildo Maneiro (1992 - 1993) - Rafael Perrone (1994) - Oscar Alfonso (1994) - Ildo Maneiro (1995) - Miguel Piazza (1996) - Ildo Maneiro (1997) - Miguel Piazza (1997) - Ángel Castelnoble (1998) - Jorge Fossati (1998 - 2001) - Ariel Krasouski (2001) | - Pablo Gaglianone (2001 - 2002) - Daniel Martínez (2002) - Jorge Fossati (2002 - 2003) - Gregorio Pérez (2003) - Roberto Roo (2003) - Manuel Keosseian (2003) - Gerardo Pelusso (2004 - 2005) - Gustavo Matosas (2006 - 2007) - Gustavo Dalto (2008) - Martín Lasarte (2008 - 2009) - Alejandro Garay (2009) - Jorge Giordano (2009 - 2010) - Sergio Markarián (2010) - Gustavo Matosas (2010 - décembre 2010) - Eduardo Mario Acevedo (décembre 2010 - mai 2011) - Gustavo Machaín (mai 2011 - 2011) - Daniel Sánchez (2011 - 5 septembre 2012) - Daniel Martínez (5 septembre 2012 - 17 septembre 2017) - Juan Ramón Carrasco (2012) - Leonardo Ramos (2013 - 23 janvier 2015) - Pablo Gaglianone (mars 2016 - mai 2016) - Leonardo Ramos (mai 2016 - décembre 2016) - Marcelo Méndez (2016 - 2018) - Pablo Rodríguez (janvier 2017 - 2018) - Pablo Peirano (2018 - 2019) - Leonardo Ramos (août 2020 - ) |

### Anciens joueurs
- Juan Pedro Ascery
- Edgar Borges
- Fabián Carini
- Edinson Cavani
- Diego Forlán
- Walter Gargano
- José María Giménez
- Ignacio González
- Pablo Lima
- Julio Maceiras
- Eber Moas
- Rubén Pereira
- Diego Perrone
- Álvaro Recoba
- Carlos Romero
- Sergio Santín
- Jadson Viera